# Charlene Warren-Peu
Charlene Warren-Peu (ur. 9 czerwca 1979 w Adamstown) – była burmistrz (szef rządu) terytorium Pitcairn.

## Biografia
Urodziła się na Pitcairn jako córka Carol Christian i Jay Warrena. Jej matka była jedną z pierwszych kobiet, które zasiadały w radzie wyspy, podczas gdy jej ojciec był Magistrate (ówczesna nazwa obecnego urzędu burmistrza) Pitcairn w latach 1991-1999 i burmistrzem w 2005-2007. Charlene Jest potomkinią ósmego pokolenia buntowników Bounty, którzy pierwotnie osiedlili się na Pitcairn. Zamężna z Vaine'em Peu, ma piątkę dzieci.
Została wybrana do Rady Wyspy w 2013, a w 2015 i ponownie 2017 na zastępcę burmistrza. Natomiast w 2019 w wyborach powszechnych wybrana na burmistrza Pitcairn. Przed objęciem stanowiska prowadziła placówkę pocztową na wyspie. Zarządza kwaterą rodzinną dla odwiedzających i produkuje miód ze swoim mężem Vaine Warren-Peu. W wyniku wyborów przeprowadzonych w dniu 9 listopada 2022, przestała pełnić funkcję burmistrza, jej następcą został Simon Young.